# 오리온 (제약회사)
오리온(핀란드어: Orion)은 핀란드의 제약회사이다. 국제 시장을 위한 인체 및 동물용 의약품과 활성 의약품 성분 개발, 제조, 판매를 하고 있다. 회사의 모든 제조 현장과 대부분의 R&D 부서는 핀란드에 있다.